# Plagiothecium ceylonense
Plagiothecium ceylonense là một loài rêu trong họ Plagiotheciaceae. Loài này được Broth. ex Dixon mô tả khoa học đầu tiên năm 1915.